# 新浦C級潜水艦
新浦C級潜水艦（しんぽCきゅう潜水艦）は、朝鮮人民軍海軍が所有する通常動力型潜水艦。弾道ミサイルを発射する機能を有する。

## 概要
2017年、朝鮮民主主義人民共和国の分析サイト、38ノースが咸鏡南道新浦港の海軍造船所の衛星映像を入手。艦体の大きさや耐圧殻の一部とみられる構造から、新浦級弾道ミサイル潜水艦（鯨級）の後継となる新たな弾道ミサイル潜水艦が建造されている可能性を指摘した。
2021年10月20日、朝鮮中央通信は国防科学院が前日に8.24英雄艦から新型の潜水艦発射弾道ミサイルの発射実験を行い成功したと報道した。しかしながら38ノースは発射後の同年12月、新浦港東方の乾ドックに弾道ミサイル潜水艦が入っていることを確認。何らかの不具合があり修理を行う必要があったものと見られた。また、この際、艦の全容（長さは68.6メートル±1メートル、幅6.5メートル）も明らかになった。この値はロシアのロメオ型潜水艦より約1.5メートルほど大きいものであった。
2023年9月6日、北朝鮮は戦術核攻撃潜水艦「金君玉英雄艦」が進水したことを発表。ロメオ級潜水艦の艦橋の部分に、10基のミサイル垂直発射管を追加した潜水艦であると見られた。2024年8月、北朝鮮はIMOに13隻の潜水艦を登録。その中には新浦C級とする「金君玉英雄」が含まれていたが、同年中に登録は取り消されている。